# Isla Cerro Gordo
Isla Cerro Gordo es el nombre que recibe una isla fluvial del país caribeño de República Dominicana ubicada en el río llamado Arrollo La Arena cerca de la localidad de Villa Lobos, en las coordenadas geográficas 19°40′N 71°18′O / 19.667, -71.300. Administrativamente hace parte de la provincia dominicana de Montecristi al norte de la isla la Española, cerca de la frontera con Haití.